# Anatoliy Perov
Anatoliy Perov est un boxeur soviétique né le 12 août 1926 et mort le 22 septembre 2001.

## Biographie
Champion d'union soviétique des poids mi-lourds en 1952, Garbuzov participe aux Jeux olympiques d'été de 1952 en combattant dans cette catégorie et remporte la médaille de bronze.

## Palmarès

### Jeux olympiques
- Médaille de bronze en -81 kg en 1952 à Helsinki,  Finlande